# Halophytum ameghinoi
Halophytum ameghinoi ist die einzige Pflanzenart der einzigen Gattung Halophytum der Familie der Halophytaceae. Sie gehört zur Ordnung der Nelkenartigen (Caryophyllales) innerhalb der Bedecktsamigen Pflanzen.

## Vorkommen
Halophytum ameghinoi ist ein Endemit im westlichen und südwestlichen Argentinien. Diese Art gedeiht in Halbwüsten in der gemäßigten Zone Patagoniens.

## Beschreibung

### Vegetative Merkmale
Halophytum ameghinoi ist eine sukkulente, einjährige krautige Pflanze. Die Siebröhren-Plastiden sind vom P-Typ. Die wechselständigen Laubblätter sind einfach und fleischig. Nebenblätter fehlen.

### Generative Merkmale
Halophytum ameghinoi sind einhäusig getrenntgeschlechtig (monözisch). Die weibliche Blüten sitzen einzeln in den vier bis fünf obersten Blattachseln. Die männlichen Blüten sind in endständigen ährigen Blütenständen mit Trag- und Deckblättern zusammengefasst. Die eingeschlechtigen Blüten sind vierzählig. Bei männlichen Blüten sind vier freie, membranartige Kelchblätter und vier zentrifugale, fertile Staubblätter vorhanden. Die Staubbeutel öffnen sich mit Poren. Die trockenen Pollenkörner sind binucleat und besitzen sechs Aperturen. Bei weiblichen Blüten fehlen die Blütenhüllblätter. Die drei Fruchtblätter sind zu einem oberständigen, einkammerigen (synkarpen) Fruchtknoten verwachsen mit nur einer Samenanlage. Der Griffel endet in drei Narben. Es sind keine Nektarien vorhanden. Die Bestäubung erfolgt über Wind (Anemophilie); die Anemophilie bei Halophytum ist innerhalb der Caryophyllales eine isolierte Erscheinung, aber wohl ein ursprüngliches Merkmal.
Aus den vier bis fünf Fruchtknoten der benachbarten Blüten einschließlich des oberen Endes der Sprossachse werden fleischige, wie Beeren wirkende Sammelfrüchte gebildet.
Die Chromosomenzahl beträgt n = 12.

### Inhaltsstoffe
Die Pflanze enthält Betalain.

## Systematik
Diese Art wurde unter dem Namen Tetragonia ameghinoi 1899 von Carlos Luis Spegazzini erstveröffentlicht und in die Familie der Aizoaceae gestellt. Als Halophytum ameghinoi stellte Carlos Luis Spegazzini sie 1902 in die Familie der Chenopodiaceae.
Alberto Soriano veröffentlichte 1946 in Halophytaceae, nueva familia de Centrospermae in
Notas Mus. La Plata Bot., 11, S. 161–175 eine Beschreibung der Art und, wie man am Titel erkennen kann, die neue Familie, dies sollte eigentlich nach der Prioritätsregel die gültige Erstveröffentlichung sein, aber sein Artikel von 1984 Halophytaceae, in Bol. Soc. Argent. Bot., 23, S. 161–162 gilt als gültige Erstveröffentlichung des Familiennamens.
Innerhalb der Ordnung der Caryophyllales stehen die Halophytaceae andere betalainhaltigen Familien nahe: Molluginaceae, Anacampserotaceae, Cactaceae, Portulacaceae, Basellaceae, Montiaceae, Talinaceae und Didiereaceae.